# Tlenek węgla
Tlenek węgla (nazwa Stocka: tlenek węgla(II); potocznie: czad), CO – nieorganiczny związek chemiczny z grupy tlenków węgla, w którym węgiel występuje na II stopniu utlenienia. Jest silnie toksyczny.

## Budowa
Wiązanie C–O w tlenku węgla ma długość 1,1283 Å. Ładunek formalny i różnice elektroujemności atomów węgla i tlenu znoszą się wzajemnie, co sprawia, że cząsteczka ma niewielki moment dipolowy (0,10980 D) z ładunkiem ujemnym na atomie węgla, choć w rzeczywistości sześć uwspólnionych elektronów wiązania jest prawdopodobnie wyciąganych w kierunku atomu tlenu. Odległość międzyatomowa odpowiada niepełnemu wiązaniu potrójnemu.
Cząsteczkę CO można przedstawić trzema strukturami rezonansowymi:
Największy udział ma struktura po lewej.
Tlenek węgla jest izoelektronowy z cząsteczką azotu N
2, co oznacza, że obie cząsteczki mają tę samą liczbę elektronów i podobny charakter wiązania. Właściwości fizyczne CO i N
2 są zbliżone, lecz chemicznie tlenek węgla jest bardziej reaktywny.

## Właściwości

### Właściwości fizyczne
W temperaturze pokojowej jest to bezbarwny, bezwonny i niedrażniący gaz o nieco mniejszej gęstości od powietrza (w tej samej temperaturze).

### Właściwości chemiczne
Jest to gaz, który na powietrzu pali się niebieskim płomieniem, tworząc dwutlenek węgla. W naturze występuje w gazach kopalnianych. Ma zastosowanie w wielu procesach przemysłowych.
Jest składnikiem:
- gazu generatorowego
- gazu wodnego
- gazu wielkopiecowego
- gazu świetlnego.

Tlenek węgla ma właściwości redukujące, co wykorzystywane jest w hutnictwie:
Fe
2O
3 + 3CO → 2Fe + 3CO
2
W drastycznych warunkach, ze stężonymi zasadami tworzy mrówczany (nie jest jednak bezwodnikiem kwasowym), a z amoniakiem – formamid:
CO + NaOH → HCOONa
CO + NH
3 → HCONH
2
Przyłącza chlor tworząc fosgen:
CO + Cl
2 → COCl
2

## Szkodliwość
Toksyczne działanie tlenku węgla wynika z jego większego od tlenu (250–300 razy) powinowactwa do hemoglobiny. Tworzy on połączenie zwane karboksyhemoglobiną (CO + Hb → COHb), które jest trwalsze niż służąca do transportu tlenu z płuc do tkanek oksyhemoglobina (połączenie tlenu z hemoglobiną). Dochodzi przez to do niedotlenienia tkanek, co może prowadzić do śmierci. Wdychanie powietrza z CO o objętościowym stężeniu 0,16% powoduje po dwóch godzinach zgon. O ile przy większych stężeniach (pow. 0,32%) pierwszymi objawami zatrucia jest silny ból głowy i wymioty, to mniejsze stężenia powodują przy względnie krótkim wdychaniu jedynie słaby ból głowy i zapadanie w śpiączkę, jednak i te stężenia powodują po pewnym czasie śmierć.

## Źródła

### Źródła naturalne
Źródła naturalne to erupcje wulkanów, naturalne pożary roślinności, w których temperatura dochodzi do 1000 °C. W niewielkich ilościach jest także produkowany w organizmach żywych – ma działanie przeciwzapalne, jest naturalnym antagonistą tlenku azotu.

### Źródła na skutek działalności człowieka
Większość wysokotemperaturowych procesów technologicznych, w których paliwem jest przede wszystkim węgiel i ropa naftowa (przemysł energetyczny, hutniczy, chemiczny), spaliny samochodowe (silniki spalinowe) prowadzi do uwalniania tlenku węgla.
Mechanizm samooczyszczania się atmosfery:
2CO + O
2 + en
. UV → 2CO
2.
Powstaje także przez spalanie węgla i innych paliw w niewystarczającej ilości tlenu – tak powstaje czad w urządzeniach grzewczych oraz podczas pożarów – oraz podczas redukcji pary wodnej węglem w temperaturze kilkuset stopni.

## Otrzymywanie
Tlenek węgla powstaje w pierwszym etapie reakcji Boscha, tj. reakcji węgla (np. rozżarzonego koksu) z parą wodną (w reakcji tej powstaje też wodór):
C + H
2O → CO + H
2
Na skalę przemysłową otrzymywany może być przez spalanie koksu przy ograniczonym dostępie powietrza:
C + O
2 → CO
2
C + CO
2 ⇄ 2CO
Można go też otrzymać w wyniku redukcji siarczanu sodu lub tlenku magnezu węglem:
Na
2SO
4 + 4C → Na
2S + 4CO↑
MgO + C → Mg + CO↑
a także w reakcji węglanu wapnia z cynkiem:
CaCO
3 + Zn → CaO + ZnO + CO↑
W laboratorium można uzyskać go przez odwodnienie kwasu mrówkowego lub kwasu szczawiowego stężonym kwasem siarkowym, a także przez termiczny rozkład karbonylku niklu, Ni(CO)
4.